# Бахфельд
Бахфельд (нем. Bachfeld) — община в Германии, в земле Тюрингия. 
Входит в состав района Зоннеберг.  Население составляет 492 человека (на 31 декабря 2010 года). Занимает площадь 10,46 км².